# Cerro del Pacandé
La Reserva Cerro de Pacandé está localizada en el Cerro de Pacandé, en la vereda de Velú del Municipio de Natagaima, Departamento de Tolima, Colombia. El predio tiene una extensión de aproximadamente 19 hectáreas, su altitud es entre 800 y 1030 m s. n. m. y la temperatura promedio es de 23 grados centígrados.
La travesía inicia en Velu, al sur del Tolima, donde se dejan los vehículos y se encamina por un sendero pedregoso y medianamente empinado. Después de dos horas de caminata, con descanso para rehidratación, se llega a una vivienda donde puede recibir información sobre la cultura y costumbres de la comunidad que habita el sector. 
Para subir al cerro debe estar preparado para afrontar una cuesta empinada, rocosa y que en algunos momentos se torna inalcanzable. 
Después de 45 minutos aproximadamente para alguien no acostumbrado a estos trotes, entre maleza, piedras volcánicas y una que otra serpiente, logras vislumbrar una pequeña cruz metálica enclavada en la cima.  Con el poco aliento que te queda, empiezas a disfrutar de todo el paisaje del Tolima grande, donde no se miran fronteras. Y si miras al Sur, descubres a Villamil que entre valles te muestra la "Tierra bonita... la tierra del Huila que te vio nacer".

## Ecosistemas
La Reserva Natural Cerro del Pacandé se encuentra ubicada sobre el valle del Magdalena, en una zona cuya vegetación estuvo caracterizada por la presencia de bosques secos que sufrieron una gran intervención. Actualmente se encuentran pequeños muy pocos parches de este bosque original. En la Reserva se encuentran matorrales bajos en procesos de sucesión en un periodo de cerca de 20-25 años de recuperación, que debido a las características secas típicas de la zona, el bosque alcanza apenas los 6-8 metros de altura. Considerando la alta intervención que se ha presentado sobre los bosques secos del valle del Magdalena, la iniciativa de conservación de los matorrales bajos de la Reserva Cerro de Pacandé se constituyen en un aporte importante en su proceso de recuperación. 
El predio está caracterizado por la presencia 0.5 ha. en matorrales bajos de aproximadamente 6 metros de altura de gualanday (Jacaranda sp.); chaparros, caracolí, yarumos, cucharos, mortiños, arrayan, sembdé, marañón. Ha sido un bosque bastante intervenido por ganadería, incendios forestales y tala extractiva. Las 18.5 hectáreas restantes están caracterizadas por la presencia de paja amarga y matorrales muy bajos. Los suelos están caracterizados por ser bastante pedregosos y con una alta pendiente por cuanto toda la reserva hace parte del Cerro del Pacande desde la base hasta la cima. 
La Reserva Natural Cerro del Pacandé no se encuentra en cercanías de un áreas del SPNN y no se conocen otras iniciativas de conservación ni privada ni municipal cercanas al cerro. CORTOLIMA ha venido constituyendo el Sistema Departamental de Áreas Protegidas del Tolima, sin embargo no tiene aun trabajo en la zona sur del Tolima. En algunos de los predios aledaños a la reserva se conservan parches de bosque que dan algo de continuidad al bosque de la Reserva, sin embargo, lo general en la zona son coberturas de pastos y cultivos agrícolas.
Flora y Fauna Presentas en la Reserva: Un aspecto que es de destacar es que debido a que los bosques aledaños en su mayoría han desaparecido para dar lugar a zonas de pastoreo de ganado y de cultivos agrícolas, la reserva se ha convertido en refugio de fauna silvestre, principalmente de aves y pequeños mamíferos, encontrándose una población de pavas y loros que frecuenta constantemente la reserva. Es frecuente la observación de guacharacas, loros, mirlas y ardillas y serpientes coral y cascabel.
Con relación a la flora se observan especies como el gualanday (Jacaranda sp.); chaparros, caracolí, yarumos, cucharos, mortiños, arrayan, sembdé, marañón, entre otras.

## Sistemas Productivos en la Reserva
En la Reserva se desarrollan sistemas productivos agrícolas para el autoconsumo. 

### Ecoturismo
El ecoturismo podría convertirse en una opción viable para la generación de ingresos para el propietario y que permitiera la sostenibilidad de la reserva, teniendo en cuenta que el Cerro de Pacande es culturalmente uno de los cerros más importantes y reconocidos del Tolima y hay gran afluencia de turismo al Cerro y como sitio importante para comunidades religiosas y espirituales. 

### Servicios Ambientales y Sociales Prestados por la Reserva
- Reservorios de variabilidad genética
- Hábitat para fauna silvestre
- Producción de agua
- Control de erosión de suelos
- Fijación de CO2
- Conservación de biodiversidad
- Conservación de especies de fauna y flora
- Oferta ambiental para el desarrollo turístico

- Datos: Q5763431